# 難波紘二
難波 紘二（なんば こうじ、1941年6月17日 - ）は、日本の医師・医学者・文筆家。広島大学名誉教授。

## 来歴
広島市生まれ。1967年広島大学医学部卒、1974年同大学大学院博士課程修了、「松果体の実験形態学的研究」で医学博士。
呉共済病院で臨床病理科初代科長として勤務。アメリカ国立衛生研究所国際奨学生に選ばれ同がんセンターの病理部に2年間留学し、血液病理学を研鑽。広島大学総合科学部教授、2004年定年退官。名誉教授。
自宅に「鹿鳴荘病理研究所」を設立。

## 著書
- 『歴史のなかの性 性倫理の歴史』渓水社 1992
- 『生と死のおきて 生命倫理の基本問題を考える』溪水社 2001
- 『覚悟としての死生学』文春新書 2004
- 『誰がアレクサンドロスを殺したのか?』岩波書店 2007

### 翻訳
- マイケル・ローズ『死者の護民官 医師トーマス・ホジキン伝』西村書店 1984
- エズモンド・R.ロング『病理学の歴史』西村書店 1987

## 論文
- Cinii